# 에이트릭스
《에이트릭스》(Atrix)는 갤럭시게이트가 개발하고 엔씨소프트의 게임포탈 플레이엔씨에서 서비스하는 온라인 3D 대전 액션 게임이다.

## 서비스 중단
- 2009년 9월 말에 중단되었다.